# Lance Cade et Trevor Murdoch
Palmarès
3 fois World Tag Team Championship
Lance Cade et Trevor Murdoch sont les anciens membres d'une équipe de catcheurs Heel qui travaillaient à la World Wrestling Entertainment dans la division Raw entre 2005 et 2008. Ils ont remporté trois fois le championnat du monde par équipe. L'équipe a débuté le 5 septembre 2005 à Raw. L'équipe a pris fin en 2008 lors de la trahison de Cade sur Murdoch. Durant le Draft (2008), Murdoch est envoyé à SmackDown avant de se faire licencier, tandis que Cade s'est associé à Chris Jericho avant de se faire lui aussi licencier.

## Carrière

### World Wrestling Entertainment (2005-2007)

#### Débuts
L'équipe débute lorsque Trevor Rhodes, fraîchement assigné à la Ohio Valley Wrestling après avoir signé un contrat en juin 2005 est associé à Lance Cade, qui était revenu à la OVW après une blessure au genou. Dès août 2005, ils sont appelés à lutter lors de dark matchs sous le nom TNT.
Le 22 août 2005, l'équipe Lance Cade et Trevor Murdoch est présentée à RAW dans une vidéo qui montre Cade et Murdoch dans un bar jouant une gimmick de rednecks : Lance Cade est un cow-boy sudiste élégant, tandis que Murdoch est un camionneur sauvage ressemblant aux personnages du film Délivrance.
Cade et Murdoch débutent à RAW le 5 septembre 2005, battant les champions par équipe du moment, The Hurricane et Rosey, dans un match où le titre n'était pas en jeu. Ils les battent à nouveau à Unforgiven cette fois-ci pour les ceintures. Ils conserveront les titres 6 semaines jusqu'à Taboo Tuesday, où ils seront battus par Kane et le Big Show.

#### Séparation
Cade et Murdoch luttent un dernier match, lors de l'hommage à Eddie Guerrero, perdant contre la Legion of Doom puis se séparent.
Murdoch commence à tourner des segments diffusés sur internet dans lesquels il se lançait dans des critiques de films déjantées. Il lutte un moment pour la ceinture Intercontinental en affrontant notamment Ric Flair. Il sera relégué ensuite à des matchs sur HEAT tout comme son ancien équipier Lance Cade.

#### Réunion
Cade et Murdoch font leur retour en tant qu'équipe le 15 mai 2006 et battent Charlie Haas et Viscera à HEAT. Ils gagnent plusieurs matchs toujours sur HEAT les mois suivants puis commencent à apparaitre sur RAW en servant de mercenaires pour Edge et Mr. McMahon, la plupart du temps contre D-Generation X.
À partir d'avril, Cade et Murdoch devenaient à nouveau challengers pour les titres par équipes mais sont battus à la fois à RAW et à Backlash 2007 par les Hardys. Mais la semaine suivante, ils remportent à nouveau les titres lors du RAW du 4 juin.
Murdoch est drafté à SmackDown ; peu après la WWE mettra fin à son contrat fin avril 2008. Cade sera lui aussi remercié en octobre 2008

### Circuit indépendant (2008-2009)
Lance Cade et Trevor Murdoch luttaient sur le circuit indépendant notamment à l'Independent Wrestling Association Mid-South jusqu'à la mort tragique de Lance Cade le 13 août 2010.

## Palmarès
- World Wrestling Entertainment
  - 3 fois WWE World Tag Team Championship en 2005 et 2007[4].